# Monoplex
Genre
Synonymes
- sous-genre Tritonium (Lampusia) Schumacher, 1817

Monoplex est un genre de gastéropodes de la famille des Cymatiidae.

## Synonymes
- genre Cabestanimorpha Iredale, 1936[1]
- genre Dissentoma Pilsbry, 1945[1]
- genre Lampusia Schumacher, 1817[1]
- sous-genre Cymatium (Cymatriton) Clench & R. D. Turner, 1957[1]
- sous-genre Cymatium (Monoplex) Perry, 1810[1]
- sous-genre Septa (Monoplex) Perry, 1810[1]
- sous-genre Triton (Lampusia) Schumacher, 1817[1]
- sous-genre Triton (Monoplex) Perry, 1810[1]
- sous-genre Tritonium (Lampusia) Schumacher, 1817[1]

## Liste des espèces
Selon World Register of Marine Species (3 avril 2021) :
- Monoplex amictus (Reeve, 1844)
- Monoplex aquatilis (Reeve, 1844)
- † Monoplex cecilianus (Dall, 1916)
- † Monoplex cercadicus (Maury, 1917)
- † Monoplex chlorostomoides (Maury, 1924)
- Monoplex comptus (A. Adams, 1855)
- Monoplex corrugatus (Lamarck, 1816)
- † Monoplex dissimilis Landau, Beu, Breitenberger & Dekkers, 2020
- † Monoplex distortus (Brocchi, 1814)
- † Monoplex doderleini (D'Ancona, 1873)
- Monoplex durbanensis (E. A. Smith, 1899)
- Monoplex exaratus (Reeve, 1844)
- † Monoplex gatunicus Beu, 2010
- Monoplex gemmatus (Reeve, 1844)
- † Monoplex gradatus Craig, Tracey & Gain, 2020
- † Monoplex gurabonicus (Maury, 1917)
- † Monoplex heptagonus (Brocchi, 1814)
- † Monoplex infelix (Maury, 1924)
- Monoplex intermedius (Pease, 1869)
- † Monoplex jackwinorum Beu, 2010
- Monoplex keenae (Beu, 1970)
- Monoplex klenei (G. B. Sowerby III, 1890)
- Monoplex krebsii (Mörch, 1877)
- Monoplex lignarius (Broderip, 1833)
- † Monoplex longispira Beu, 2010
- Monoplex macrodon (Valenciennes, 1832)
- Monoplex mundus (Gould, 1849)
- Monoplex nicobaricus (Röding, 1798)
- Monoplex norai (Garcia-Talavera & de Vera, 2004)
- † Monoplex panamensis Beu, 2010
- Monoplex parthenopeus (Salis Marschlins, 1793)
- Monoplex penniketi (Beu, 1998)
- Monoplex pilearis (Linnaeus, 1758)
- † Monoplex rembangensis (Wanner & Hahn, 1935)
- † Monoplex ritteri Schmelz, 1989
- † Monoplex subcorrugatus (d'Orbigny, 1852)
- Monoplex thersites (Reeve, 1844)
- Monoplex tranquebaricus (Lamarck, 1816)
- Monoplex trigonus (Gmelin, 1791)
- Monoplex turtoni (E. A. Smith, 1890)
- Monoplex vespaceus (Lamarck, 1822)
- Monoplex vestitus (Hinds, 1844)
- Monoplex wiegmanni (Anton, 1838)
- † Monoplex williamsi (Maury, 1924)

## Galerie

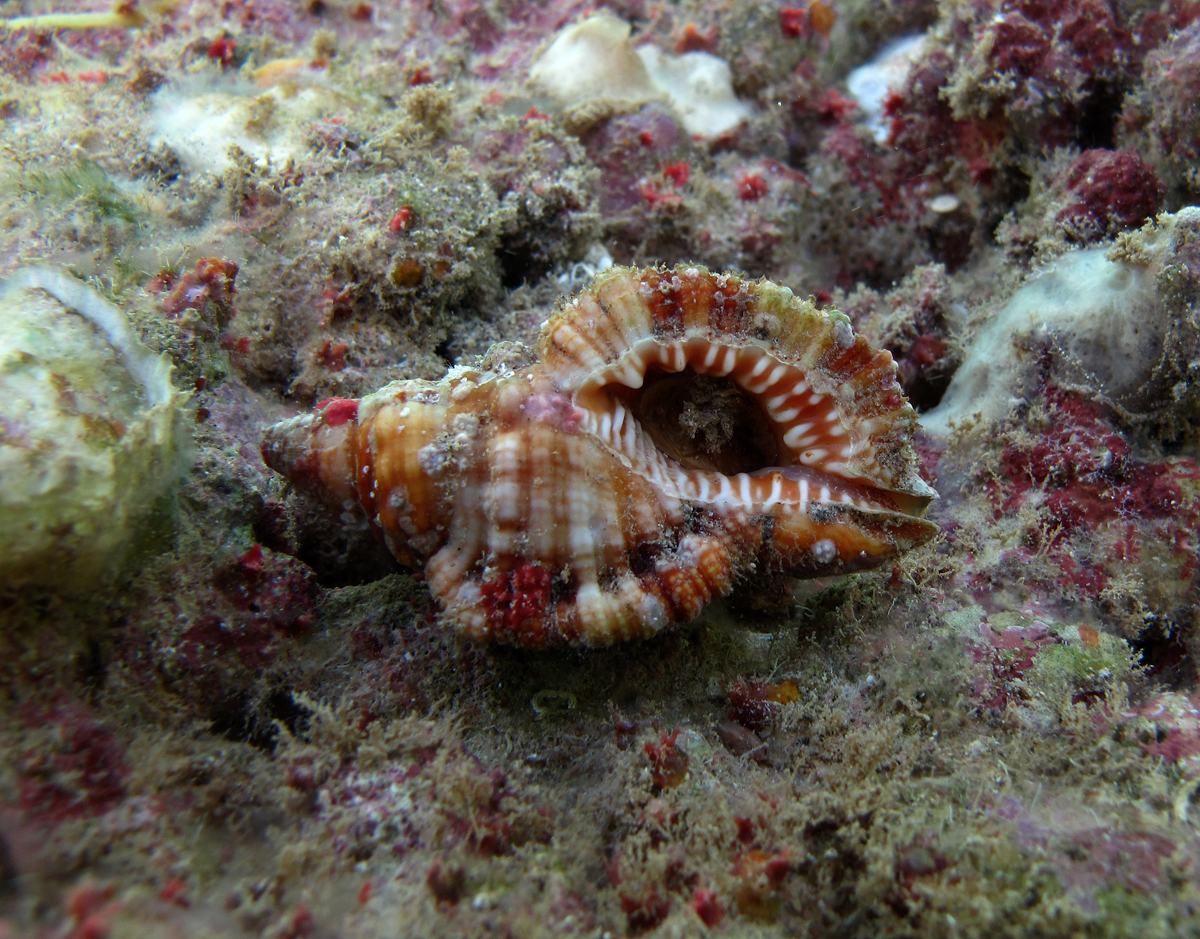
Monoplex aquatilis in situ.
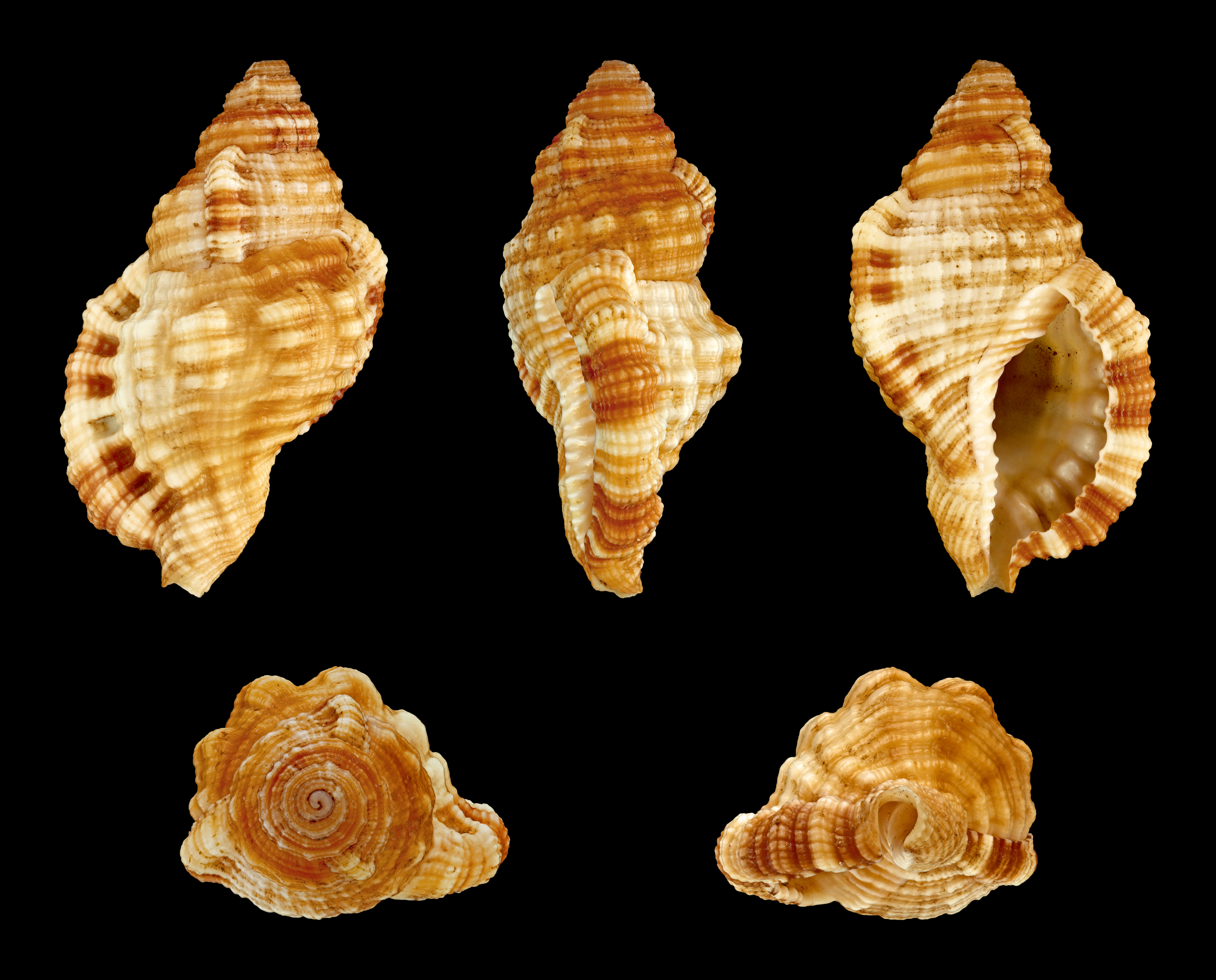
Monoplex aquatilis.
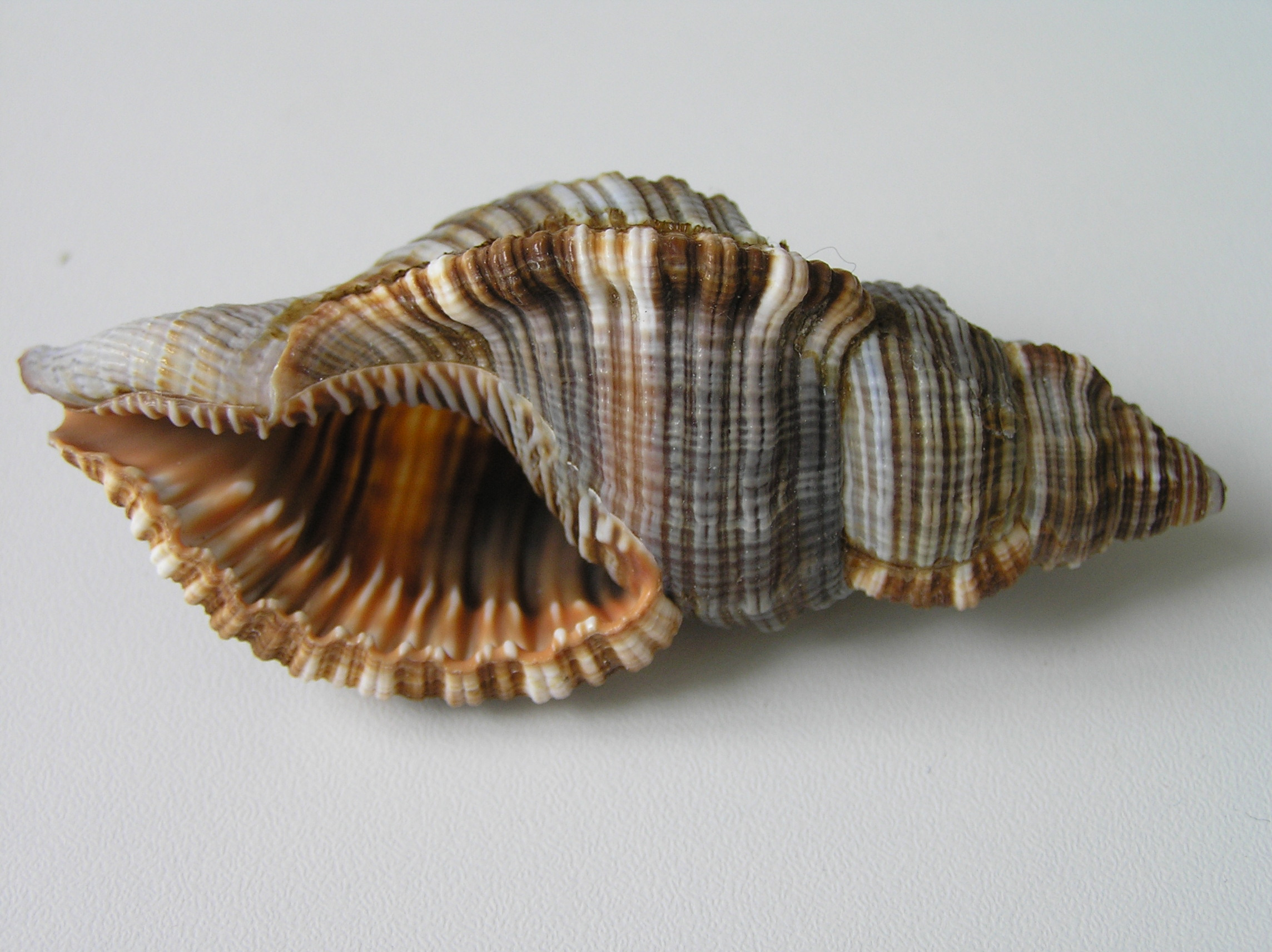
Cymatium macrodon.
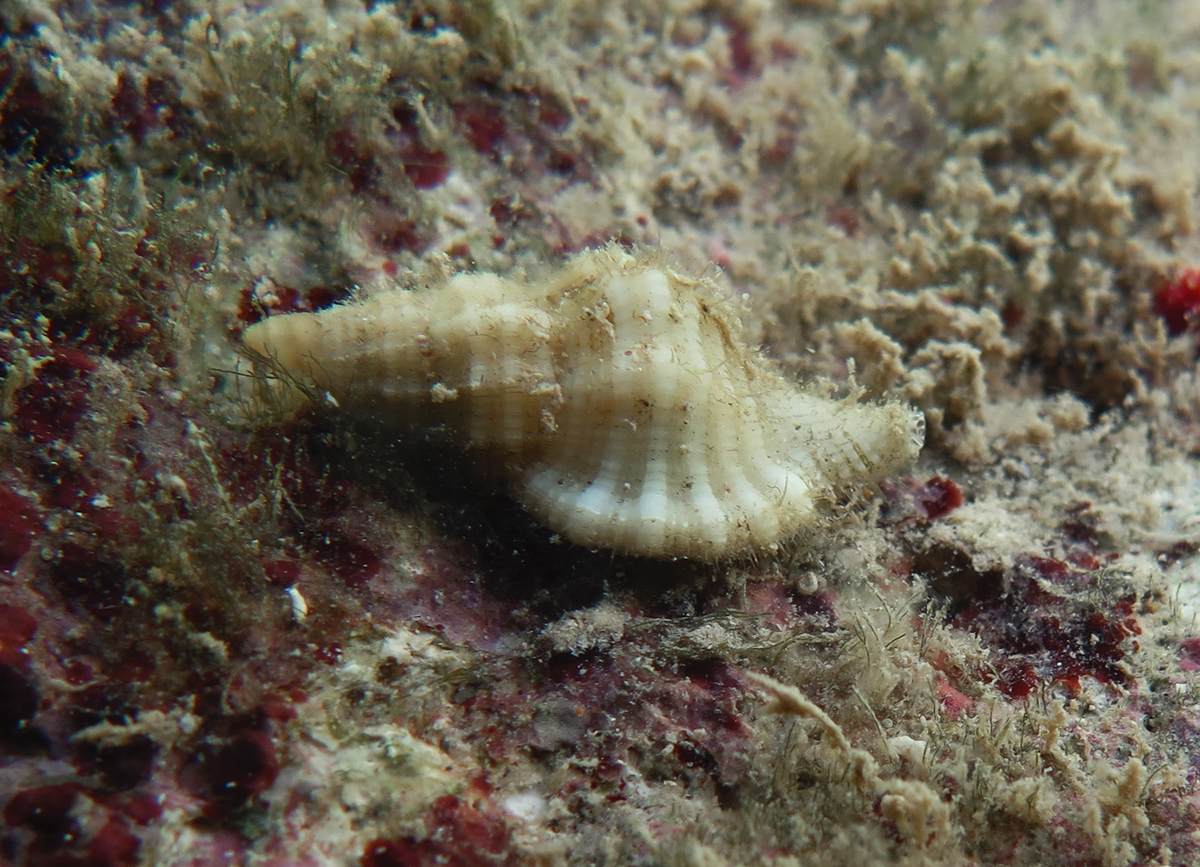
Monoplex mundus.
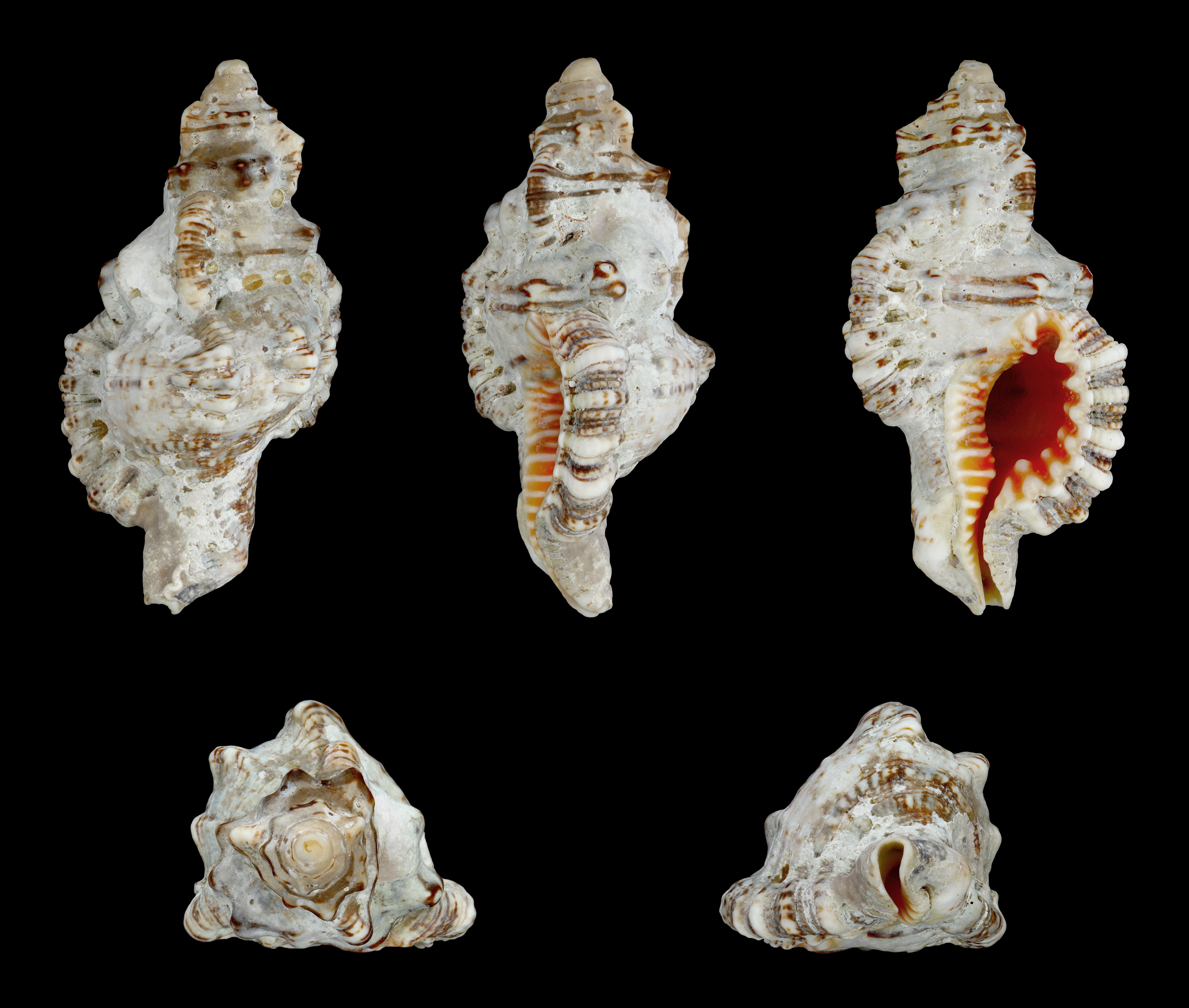
Monoplex nicobaricus.
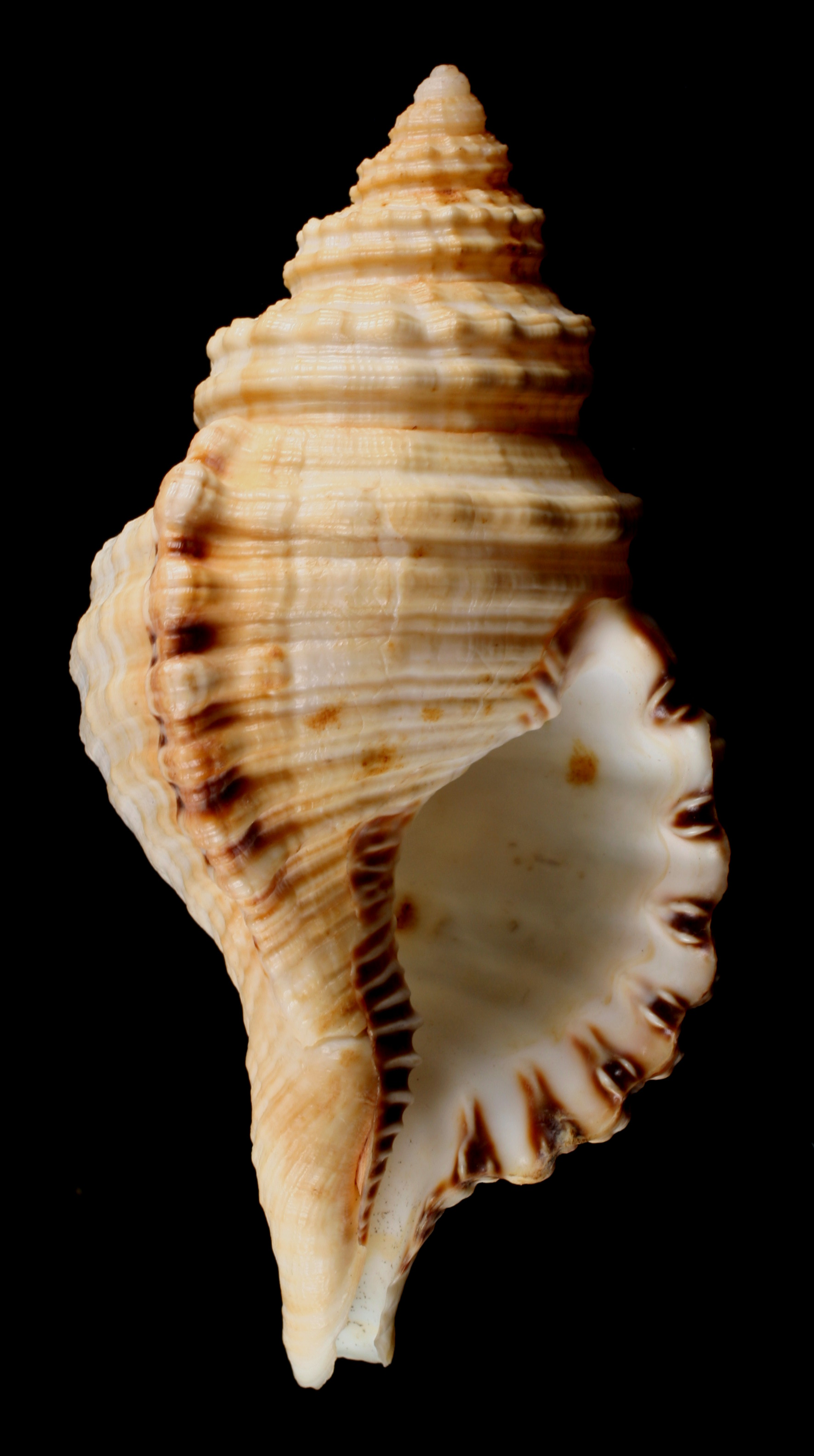
Monoplex parthenopus.
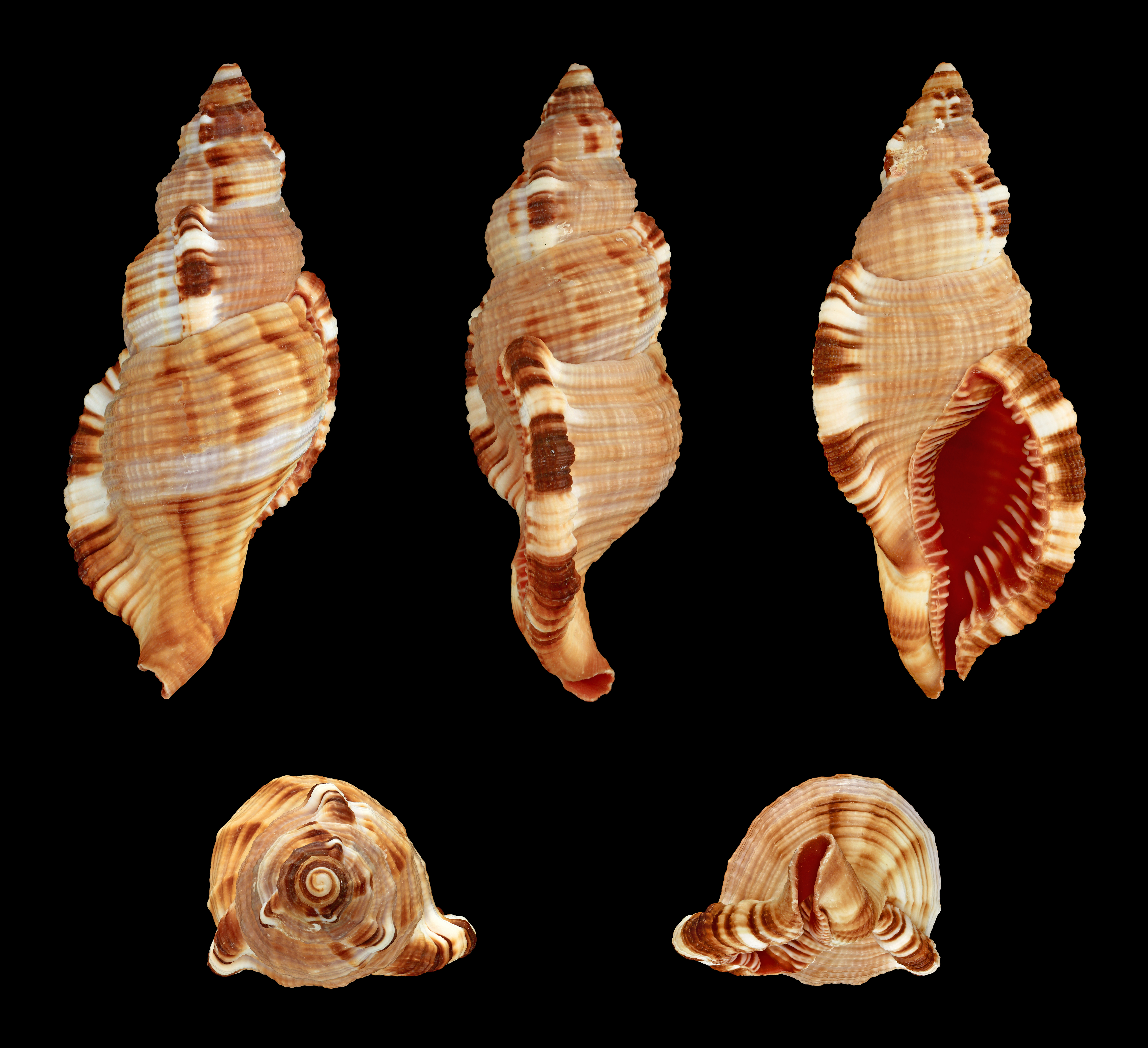
Monoplex pilearis.
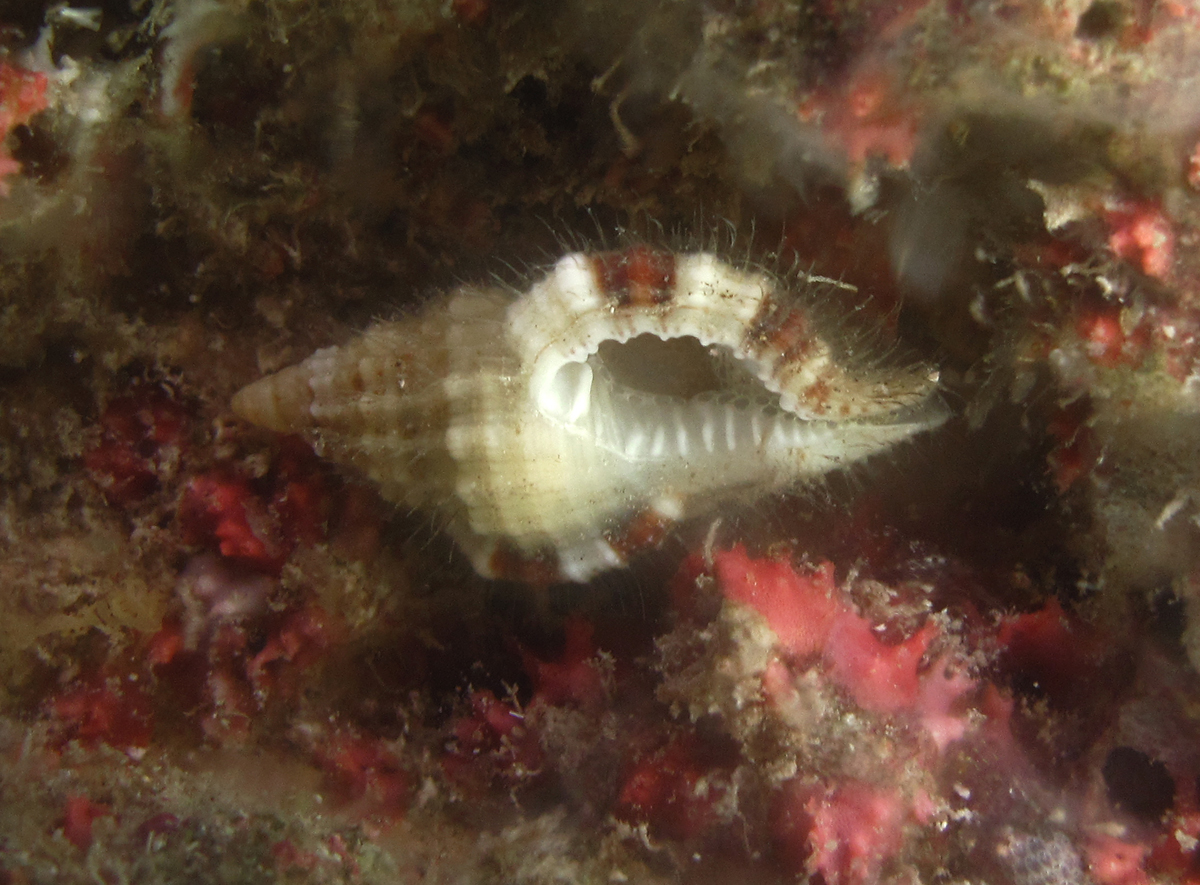
Monoplex vespaceus, immature.